# Distretto di La Banda de Shilcayo
Il distretto di La Banda de Shilcayo è uno dei quattordici distretti  della provincia di San Martín, in Perù. Si trova nella regione di San Martín e si estende su una superficie di 286,68 chilometri quadrati.

Istituito il 28 novembre 1961, ha per capitale la città di La Banda; al censimento 2017 contava 43.481 abitanti.